# 巴克萊行動
巴克萊行動（英語：Operation Barclay）是第二次世界大戰期間盟軍為支持哈士奇行動（盟軍於1943年7月入侵西西里島的行動代號）而實施的欺敵行動。

## 概述
巴克萊行動的目標是轉移軸心國軍事指揮部的注意力和資源。巴克萊行動使出虛假的部隊調動、虛假的無線電通信、招募希臘語翻譯和獲取希臘地圖等手法以使軸心國相信盟軍即將入侵巴爾幹半島。
巴克萊行動在地中海東部創建了一支假軍隊：由12個虛構師組成的第12軍團。使得阿道夫·希特勒懷疑盟軍會通過巴爾幹半島入侵歐洲。
作為巴克萊行動的一部分，英國人還發起了“肉餡行動”和“瀑布行動”（在昔蘭尼加集結誘餌入侵部隊）。為了加強盟軍入侵迫在眉睫的印象，特別行動執行處與希臘抵抗運動合作，發起了動物行動，對鐵路和公路網絡進行了一系列攻擊。
巴克萊行動成功了，國防軍最高統帥部 (德國)得出結論，盟軍在地中海東部的集結程度高於實際情況，並堅持這一評估，使得德軍在巴爾幹半島的兵力從8個師增至18個師，義大利艦隊則轉向亞得里亞海。盟軍對西西里島的入侵因此完全出乎意料。
希臘境內德國占領軍人數的大幅增加對希臘抵抗運動造成了負面影響。